# Nioboixiolita-(Fe³⁺)
La nioboixiolita-(Fe³⁺) és un mineral de la classe dels òxids que pertany al supergrup de la columbita.

## Característiques
La nioboixiolita-(Fe³⁺) és un òxid de fórmula química (Nb0.5Fe³⁺₂)O₂. Va ser aprovada com a espècie vàlida per l'Associació Mineralògica Internacional en el mes de novembre de l'any 2024, i encara resta pendent de publicació. Cristal·litza en el sistema ortoròmbic.
Segons la classificació de Nickel-Strunz pertany a «04.DB - Metall:Oxigen = 1:2 i similars, amb cations de mida mitjana; cadenes que comparteixen costats d'octàedres» juntament amb altres minerals com la cassiterita, la pirolusita, el rútil o la biehlita, entre d'altres. L'exemplar que va servir per a determinar l'espècie, el que es coneix com a material tipus, es troba conservat a les col·leccions del Museu Mineralògic Fersmann, de l'Acadèmia de Ciències de Rússia, a Moscou (Rússia), amb el número de registre: 6169/1.

## Formació i jaciments
Va ser descoberta a les pedreres In den Dellen, situades a la localitat de Mendig, a Mayen-Koblenz (Renània-Palatinat, Alemanya), sent aquest indret l'únic de tot el planeta on ha estat descrita aquesta espècie mineral.